# Onthophagus nasicornis
Onthophagus nasicornis là một loài bọ cánh cứng trong họ Bọ hung (Scarabaeidae).